# Olibrinus antennatus
Olibrinus antennatus là một loài chân đều trong họ Olibrinidae. Loài này được Budde-Lund miêu tả khoa học năm 1902.